# Salonina Matidia

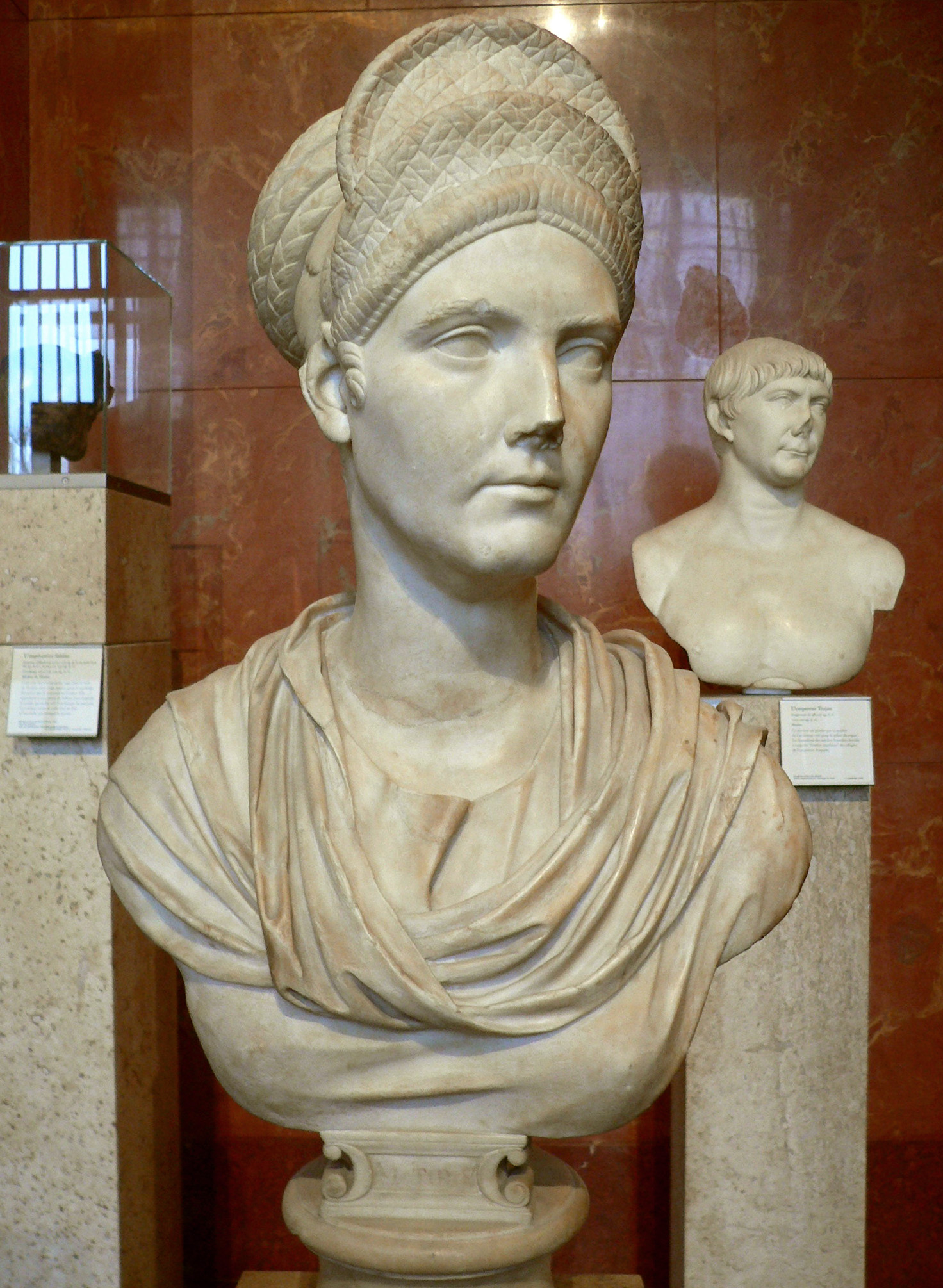
Bustul Saloninei Matidia (marmură); Muzeul Luvru din Paris, aripa Denon: departamentul antichităților grecești, etrusce și romane

Salonina Matidia (n. 68 - d. 119) este fiica Ulpiei Marciana și nepoata împăratului roman Traian.

## Biografie
Salonina Matidia s-a născut în anul 68, fiind fiica Ulpiei Marciana, nepoata împăratului Traian. Tatăl său era Gaius Salonius Matidius Patruinus.
Era considerată ca fiind una dintre fiicele lui Traian, care nu avea copii. A călătorit împreună cu unchiul său, pe care îl sfătuia în privința deciziilor pe care acesta dorea să le ia. A fost onorată cu titlul de Augusta, în anul 112, precum și cu monumente și inscripții, în întregul imperiu roman, ca și mama sa Ulpia Marciana.
Salonina Matidia s-a căsătorit cu Lucius Vibius Sabinus și au avut două fiice: Vibia Sabina și Vibia Matidia, cunoscută și cu numele de Matidia cea Mică. Lucius Vibius Sabinus a murit în 86. Apoi, Salonina Matidia s-a căsătorit cu Lucius Escribonius Libo Rupilius Frugi, care a murit în 101, și care i-a dăruit alte două fiice, Rupilia Faustina, care va fi soția consulului Marcus Annius Verro și Rupilia Annia, care s-a căsătorit cu Lucius Fundanius Lamia Elianus, consul în 116.
Vibia Sabina s-a căsătorit cu Hadrian; prin urmare, Salonina Matidia era soacra împăratului Hadrian.
A decedat în anul 119. La moartea Saloninei Matidia, împăratul Hadrian a pronunțat un discurs funebru și a divinizat-o. I-a fost dedicat un templu în Câmpul lui Marte.

## Galerie de imagini

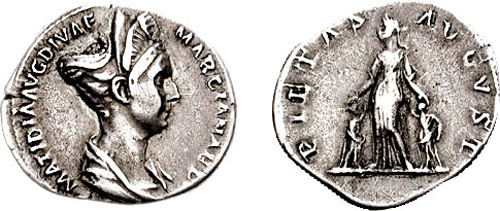
Denar emis sub Traian, în 112; avers: MATIDIA AVG DIVA F MARCIANAE F, bustul Matidiei drapat, spre dreapta; revers: PIETAS AVGVSTA, Matidia ca Pietas, în picioare, le ţine de mâini pe Sabina şi pe Matidia cea Mică.
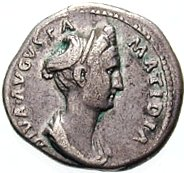
Denar; avers: DIVA AVGVSTA•MATIDIA; bustul Matidiei, drapat, spre dreapta
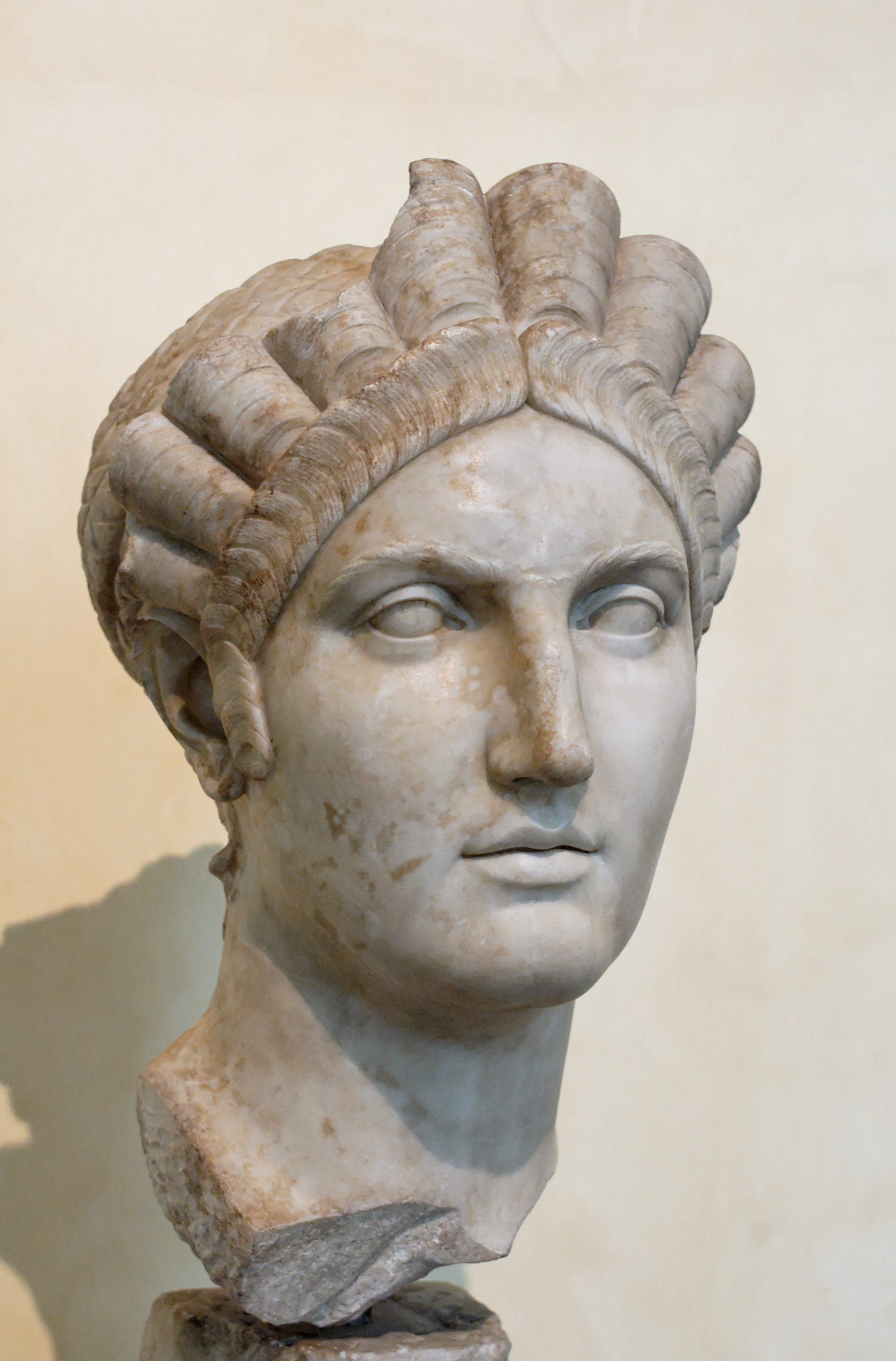
Salonina Matidia (portret de marmură, sculptat în 119, la puţin timp după moartea acesteia), în Musei Capitolini, din Roma